# .info
.info، وتعني بالعربية معلومات هو نطاق من المستوى الأعلى العام في نظام أسماء النطاقات على الإنترنت. على الرغم من أن اسم النطاق مشتق من كلمة معلومات بالإنجليزية، إلا أن متطلبات التسجيل لا تحدد غرضًا معينًا.
تم الإعلان عن النطاق عام 2000 من قبل آيكان إلى جانب 6 نطاقات أخرى، وكان الهدف من إنشاء هذه النطاقات إزالة الضغط عن نطاق Com..